# Antichrist (Gorgoroth)
Antichrist  è il secondo album del gruppo black metal norvegese Gorgoroth, pubblicato il 3 giugno 1996 da Malicious Records. In seguito è stato ristampato più volte, su CD da Century Black nel 1999 e da Season of Mist nel 2005 e su vinile in edizione limitata da Agonia Records nel 2005 e nel 2006 da Back on Black Records. La formazione è quasi completamente diversa da quella del precedente Pentagram, se si eccettuano il chitarrista Infernus e il cantante Hat, che tuttavia canta solo in alcune tracce del disco.
L'album ha ricevuto recensioni generalmente positive, anche se alcuni l'hanno ritenuto leggermente inferiore al suo predecessore.

## Tracce
1. En Stram Lukt av Kristent Blod – 0:20
2. Bergtrollets Hevn – 3:51
3. Gorgoroth – 6:04
4. Possessed (By Satan) – 4:50
5. Heavens Fall – 3:40
6. Sorg – 6:13

### Bonus track (Season of Mist)[3]
1. Wind - 0:13

## Formazione
- Pest - voce (tracce 1, 4 e 5)
- Hat - voce (tracce 2, 3 e 6)
- Infernus - chitarra, basso
- Frost - batteria

### Crediti[4]
- Infernus - editing, missaggio
- B.V. - editing
- Pytten - missaggio, ingegneria del suono
- D.A. - ingegneria del suono